# فراماراتن بدواتر

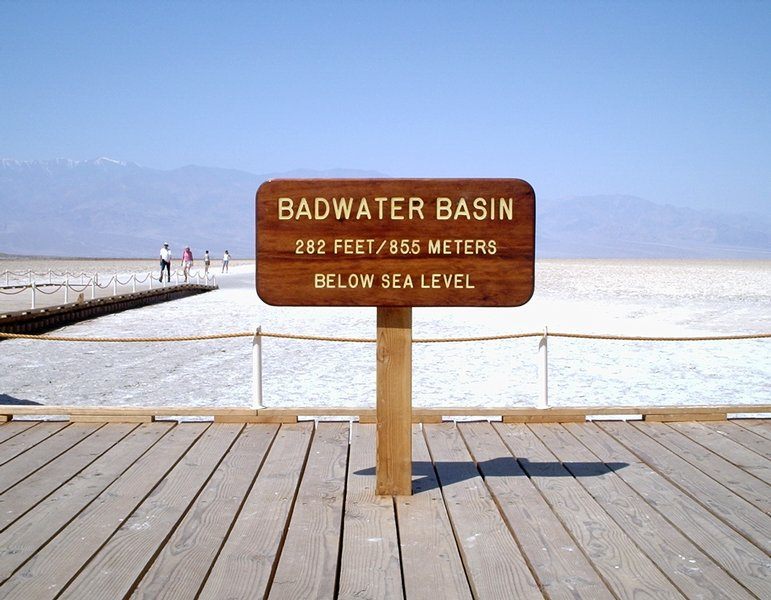
حوضه بدواتر (Badwater Basin) در دره مرگ (Death Valley) ایالت کالیفرنیا

اولترا ماراتن بدواتر یک مسابقه ۱۳۵-مایل (۲۱۷-کیلومتر) است. این مسابقه اولترا ماراتن با شروع از −۲۸۲ فوت (−۸۶ متر) پایین‌تر از سطح دریا در حوضه بدواتر، در دره مرگ کالیفرنیا، و در ارتفاع ۸٬۳۶۰ فوت (۲٬۵۵۰ متر) در پورتال ویتنی، ابتدای مسیر به کوه ویتنی به پایان می‌رسد. این مسابقه هر ساله در اواسط ماه جولای برگزار می‌شود، زمانی که هوا در گرم‌ترین حالت خود قرار دارد و دما می‌تواند به ۱۳۰ درجه فارنهایت (۵۴ درجه سلسیوس) در طول روز در حوضه بدواتر برسد.

## مسیر
در ابتدا، این دویدن به‌عنوان مسیری بین پایین‌ترین و بالاترین نقاط در خاک اصلی ایالات متحده در نظر گرفته شده بود: بدواتر در دره مرگ با ارتفاع ۲۸۲ فوت (۸۶ متر) پایین‌تر از سطح دریا و قله کوه ویتنی با ارتفاع ۱۴٬۵۰۵ فوت (۴٬۴۲۱ متر).
این دو نقطه روی نقشه تنها ۸۰ مایل (۱۳۰ کیلومتر) از هم فاصله دارند، اما مسیر زمینی بین آن‌ها به‌دلیل عبور از بستر دریاچه‌ها و رشته‌کوه‌ها به‌مراتب طولانی‌تر بوده و ۱۴۶ مایل (۲۳۵ کیلومتر) است. افزون بر این، چون خط پایان در فاصله ۱۱ مایلی (۱۸ کیلومتری) از نزدیک‌ترین ورودی مسیر کوهنوردی قرار دارد، هر کسی که در این مسابقه ۱۴۶ مایلی شرکت کند باید قادر به تحمل تلاش فیزیکی مجموعاً ۱۵۷ مایل (۲۵۳ کیلومتر) باشد. به‌علت وجود دو رشته‌کوهی که باید بین بدواتر و ویتنی از آن‌ها عبور کرد، مجموع افزایش ارتفاع در این مسیر بیش از ۱۹٬۰۰۰ فوت (۵٬۸۰۰ متر) است.
به‌دلیل اینکه سازمان جنگل‌داری ایالات متحده آمریکا برای صعود به قله کوه ویتنی نیاز به مجوز دارد و همچنین به‌علت تعداد زیاد شرکت‌کنندگان، مسیر رسمی مسابقه کوتاه شد و به دروازه ورودی کوه ویتنی (Whitney Portal) ختم می‌شود. مسیر بدواتر تا دروازه ویتنی ۱۳۵ مایل (۲۱۷ کیلومتر) طول دارد و مجموع افزایش ارتفاع در آن به ۱۳٬۰۰۰ فوت (۴٬۰۰۰ متر) می‌رسد. مقررات خدمات جنگل‌داری برگزاری رویدادهای رقابتی را در منطقه حفاظت‌شده جان مویر (John Muir Wilderness) مجاز نمی‌دانند.

## تاریخچه اولیه
اولین پیاده‌روی‌های بیش از ۱۰۰ مایل در دره مرگ در سال ۱۹۶۶ انجام شد و آغازگر آن ژان پیر مارکان از فرانسه بود. نخستین پیاده‌روی‌ها بین بدواتر و کوه ویتنی (از طریق دشت‌های نمکی خطرناک دره مرگ) در سال ۱۹۶۹ توسط استن رودفر و جیم برنوورث از سن‌دیگو انجام شد.
ال آرنولد نخستین بار در سال ۱۹۷۴ تلاش کرد این مسیر را بدود، اما پس از طی ۱۸ مایل (۲۹ کیلومتر) به دلیل کم‌آبی شدید از ادامه بازماند. او پس از تمرینات سخت در سونا و تطبیق با شرایط بیابانی، دوباره در سال ۱۹۷۵ تلاش کرد، اما این‌بار آسیب زانو باعث توقف در مایل پنجاهم شد. در سال ۱۹۷۶، مصدومیت‌های تمرینی مانع از آغاز تلاش سالانه او شد.
در سال ۱۹۷۷، او با موفقیت مسیر را دوید و ۸۴ ساعت پس از شروع در بدواتر، به قله ویتنی رسید. آرنولد دیگر هیچ‌گاه به مسیر بازنگشت، جز برای دریافت جایزه تالار افتخار بدواتر.
در سال ۱۹۸۰، گری موریس از مارینا دل ری، کالیفرنیا سعی کرد رکورد آرنولد را بشکند. اما هنگامی که دما به ۱۲۰ درجه فارنهایت رسید، از ادامه منصرف شد و برنامه‌ای برای دویدن در سال ۱۹۸۱ نداشت. او پیش از تلاش خود و همچنین دویدن جی بیرمنگام از لس‌آنجلس تا نیویورک، همراه با جی بیرمنگام و جان گریفین در مارینا دل ری تمرین کرده بود.
دومین دویدن از بدواتر تا ویتنی در سال ۱۹۸۱ توسط جی بیرمنگام با موفقیت انجام شد.

## مسابقه کنونی
در حال حاضر، شرکت AdventureCORPS برگزارکننده رقابت سالانه از بدواتر تا دروازه کوه ویتنی است. این مسابقه فقط با دعوت برگزار می‌شود و هر سال به ۱۰۰ شرکت‌کننده محدود است. تقاضا برای شرکت در این رقابت معمولاً بسیار بیشتر از ظرفیت موجود است. قوانین، مسیر و شیوه برگزاری مسابقه از زمان آغاز تاکنون بارها بازبینی و اصلاح شده است. آغاز مسابقه در ساعات بعدازظهر حذف شده و استفاده از سرم داخل وریدی باعث رد صلاحیت دونده می‌شود. از سال ۲۰۱۵، شرکت‌کنندگان در سه موج زمانی ۸:۰۰ شب، ۹:۳۰ شب و ۱۱:۰۰ شب شروع به دویدن می‌کنند.
هیچ‌گونه پشتیبانی در طول مسیر توسط برگزارکنندگان ارائه نمی‌شود. هر دونده باید تیم پشتیبانی و وسیله نقلیه مخصوص خود را هماهنگ کند. تیم پشتیبان وظیفه تأمین آب، یخ، غذا، تجهیزات، همراهی، و کمک‌های اولیه برای دونده خود را بر عهده دارد.
در گذشته، دونده‌ها ۶۰ ساعت برای تکمیل مسیر فرصت داشتند، اما اکنون این زمان به ۴۸ ساعت کاهش یافته و برای رسیدن به مجتمع پانامینت اسپرینگز، محدودیت زمانی ۲۸ ساعته در نظر گرفته شده است. شرکت‌کنندگانی که موفق به عبور از خط پایان شوند، یک سگک کمربند و مدال دریافت می‌کنند، اما هیچ جایزه نقدی اهدا نمی‌شود.